# Cap-Vert aux Jeux paralympiques d'été de 2004
Le Cap-Vert participe aux Jeux paralympiques de 2004 à Athènes, en Grèce du 17 au 28 septembre 2004. Il s'agit de sa 1re participation à des Jeux paralympiques d'été.

## Nombre d’athlètes qualifiés par sport
Voici la liste des qualifiés et sélectionnés sud-Africain par sport :
| Sport        | Hommes | Femmes | Total |
| ------------ | ------ | ------ | ----- |
| Athlétisme   | 1      | 1      | 2     |
| Dynamophilie | 1      | 0      | 1     |
| Total        | 2      | 1      | 3     |

## Sports

### Athlétisme

#### Hommes
| Athlètes             | Épreuve                 | Finale      | Finale |
| Athlètes             | Épreuve                 | Performance | Rang   |
| -------------------- | ----------------------- | ----------- | ------ |
| Paulo Cesar Correira | Lancer de disque F44-46 | 30,4 m      | 12e    |

#### Femmes
| Athlètes          | Épreuve                 | Finale      | Finale |
| Athlètes          | Épreuve                 | Performance | Rang   |
| ----------------- | ----------------------- | ----------- | ------ |
| Artimiza Sequeira | Lancer de disque F42-46 | 16,56 m     | 13e    |
| Artimiza Sequeira | Lancer de poids F42-46  | 5,19 m      | 15e    |